# パンヤシリーズ
- コンピュータゲームソフト > コンピュータゲームのジャンル > スポーツゲーム > ゴルフゲーム > パンヤシリーズ
- ゴルフ > ゴルフを題材とした作品 > ゴルフゲーム > パンヤシリーズ
- コンピュータゲームソフト > コンピュータゲームのシリーズ > パンヤシリーズ

パンヤシリーズ（PangYa series）は、韓国のNtreev Soft（エントリーブソフト）が開発し、各ゲーム媒体へ展開されていたゴルフゲーム。ゲームの運営や発売元は媒体により異なっていた。

## 概要
パンヤとは、韓国語で「ナイスショット」や「パコーン」という意味である（ハングル表記「팡야」）。日本ではオンラインゲーム、コンシューマーゲーム機、携帯電話アプリで展開されていた。また、モバイル専用サイト、ゲームを使用したオフライン大会（競技会）も実施されていた。

## ゲームの舞台
「パンヤ島」と呼ばれる異世界の架空の島を舞台にしている。この世界では、ゴルフは「島の名前をとってパンヤと名付けられるほどの人気スポーツ」という設定になっている。島内には多数のゴルフコースがあり、様々なキャラクターを使用してスコアを競う。コンシューマー向け作品にはシナリオモードが存在しゲームクリアを目的とするが、オンラインゲームについてはシナリオモードが存在しないためクリア条件は設定されておらず、半永久的にゲームを続けることができた。

## シリーズ作品
詳細については各項目を参照。

### オンラインゲーム
『スカッとゴルフ パンヤ』
日本、韓国、台湾、タイ、中国、ブラジル、インドネシア、アメリカ、欧州圏でも提供されていたが、2024年5月現在、本家韓国を含め全ての国でサービスが終了した。
サービス開始：2004年11月11日
サービス終了：2017年11月10日
利用料金：基本無料（アイテム課金）
対応機種：Microsoft Windows XP(SP3)/Vista/7（Vistaと7は64ビットOSにも対応）
運営会社：ゲームポット、Ntreev Soft、Ini3 Digital、Ntreev USA、GOA
『おしえてゴルフ パンヤ』
Yahoo!モバゲーで運営されているブラウザゲーム。
サービス開始：2010年12月10日
サービス終了：2011年8月31日
利用料金：基本無料（アイテム課金）
対応ブラウザ（Adobe Flash Player 10以上推奨）
- IE6.x（Windows 2000,XP）,IE7.x（Windows XP,Vista）,IE8.x（Windows XP,Vista,7）,Firefox3
- Mac 10.4, 10.5, 10.6 : Safari 4

運営会社：ゲームポット

#### オフライン大会
『パンヤジャパンカップ』
スカッとゴルフ パンヤを使用したオフライン大会（競技会）。オンラインを使用して開催されるが、決勝などは大規模会場を使用してオフラインで開催される。
主催：ゲームポット

#### モバイルサイト
『パンヤMobile』
サービス開始：2006年8月7日
サービス終了：2012年12月31日
利用料金：無料～月額315円（税込）
対応機種：i-mode・EZweb・Yahoo!ケータイ
運営会社：ゲームポット

### コンシューマーゲーム
『スイングゴルフ パンヤ』
韓国、北米圏、欧州圏でも発売されている。
対応機種：Wii
発売日：2006年12月2日
価格：6,090円（税込）
販売元：テクモ
『スイングゴルフ パンヤ 2ndショット!』
韓国、北米圏、欧州圏でも発売されている。
対応機種：Wii
発売日：2007年11月29日
価格：6,090円（税込）
販売元：テクモ
『ファンタジーゴルフ パンヤ PORTABLE』
韓国でも発売されている（先行発売）。
対応機種：PlayStation Portable
発売日：2009年4月16日
価格：5,040円（税込）
販売元：タカラトミー、Ntreev Soft

### 携帯電話アプリ
『Mobile ゴルフ パンヤ』
サービス開始：2008年2月21日
サービス終了：2012年12月31日
利用料金：月額346円（税込）+ アイテム課金
対応機種：iアプリ、EZアプリ（S!アプリは利用不可）
運営会社：インタラクティブブレインズ

## 登場キャラクター
各ゲームシリーズで登場するプレイヤーキャラクターは以下の通りである。
その他のキャラクター、キャディ、マスコットについては各ゲームの項目を参照。
| 名称     | 性別 | 年齢 | パンヤ歴 | 得手         | 声                                                                                   | プロフィール |
| -------- | ---- | ---- | -------- | ------------ | ------------------------------------------------------------------------------------ | --- |
| ケン     | 男   | 15   | 2か月    | アイアン     | 松元恵 保志総一朗 下野紘 佐藤利奈 大地葉                                             | コロスクロノス族の妖精ピピンに誘われパンヤ大会に出場することになる。魔王からパンヤ世界を救った勇者の末裔。誕生日は10月8日。 |
| エリカ   | 女   | 14   | 2か月    | アイアン     | 植田佳奈 早見沙織 豊崎愛生 喜多村英梨 沢城みゆき 佐倉綾音 佐藤利奈 下田麻美 諏訪彩花 | ポニーテールの少女。パンヤ島のガイド、キューマ少年の招待を受けパンヤ大会に参加。 誕生日は4月9日。 |
| ダイスケ | 男   | 41   | 3か月    | ウッド       | 茶風林 置鮎龍太郎 岩本規夫                                                           | パンヤ島・リベラ村の村長の娘、ロロの招待を受けて大会に参加した元警察官。誕生日は12月1日。 |
| セシリア | 女   | 27   | 8か月    | ウッド       | 生天目仁美 遠藤綾 井上麻里奈 和優希                                                  | 趣味は工作という美女。機械文明の発達した部族、マシュナ族の母艦・シルビア号の一等航海士でシルビア号の代表として参戦。誕生日は6月23日。 |
| マックス | 男   | 23   | 1か月    | ウッド       | 高橋広樹 中村悠一 桑原敬一                                                           | 夢は戦闘機パイロットという長髪の青年。イギリスのトップテニスプレイヤーだったが、飛行機事故に見舞われた際パンヤ島のコロスクロノス族に救われる。誕生日は9月17日。 |
| クー     | 女   | 11   | 7か月    | アイアン     | 釘宮理恵 藤田咲 戸松遥 加藤英美里 野中藍 大坪由佳 新井里美 竹達彩奈                  | パンヤ島バルトス地域における最強の海賊の一人娘で、海賊船「ルナーテューム」の少女船長。 誕生日は2月3日。 |
| アリン   | 女   | 20   | 9か月    | 全般         | 川澄綾子 浅川悠 藤村歩 堀江由衣 水橋かおり 内田彩 伊藤かな恵 小清水亜美              | 魔術師の家系に生まれ、マガ谷にあるウィズ魔法学校を首席で卒業した優秀な魔術師。パンヤをプレイするマックスに憧れパンヤ大会に参戦。 誕生日は11月15日。 |
| カズ     | 男   | 18   | 3か月    | 全般         | 緑川光 福山潤 鈴村健一 神谷浩史                                                      | 勇者（ケンの祖先）によって封印された魔王の生まれ変わり。魔王として再び覚醒する直前に恋人のカレンが命と引き換えにそれを阻止し、そのショックで彼は記憶喪失になってしまったが、失った記憶を求めパンヤ島にやってきた。誕生日は12月31日。                                            |
| ルーシア | 女   | 17   | 1か月    | 理解できない | ゆかな 水樹奈々 斎藤千和 村川梨衣 佐藤利奈 伊藤かな恵                                | クラブの見分けもつかない初心者で趣味は宝石集め。その彼女のもとを訪れたティッキーにパンヤ島にたくさんの宝石が眠っていることを聞かされ、上陸を決意する。その正体は17歳の人気アイドル歌手である。スカッとゴルフ パンヤでのみ登場。誕生日は７月８日。                               |
| ネル     | 不明 | 1    | 不明     | 全般         | 沢城みゆき 井口裕香 花澤香菜 喜多村英梨 豊崎愛生 小倉唯                              | ウィズ魔法学校に通っており、愛猫「ペッパー」がいる。2010年8月5日実装。スカッとゴルフ パンヤでのみ登場。魔王の核の片割れだが、本人に自覚はない。誕生日は8月16日。 |
| スピカ   | 女   | 16   | 不明     | ウッド       | 内田真礼                                                                             | 外惑星ゼファーからやってきた科学者（研究生）。愛機「ロイ」のオーバーホールを行うことが好き。2012年12月26日実装。スカッとゴルフ パンヤでのみ登場。なお、英語表記はSpicaではなく、Spikaが正しい。また、1y未満のパットではボールを足で蹴るが、実際のゴルフでは当然違反行為である。 |

- なお、カズはS3からS4へのアップデートでパワーショット待機モーションが若干変わっている。
- 『侵略!?イカ娘』コラボレーションのイカ娘ボイスクラブセット使用時は、全キャラクター共通でイカ娘（声：金元寿子）の声が流れる。
- 『とある科学の超電磁砲S』コラボレーションの御坂妹ボイスクラブセット使用時は、全キャラクター共通で御坂妹（声：ささきのぞみ）の声が流れる。

## 登場コース
各ゲームシリーズで登場するコースは以下の通りである。
| 名称           | 読み                 | 難度 | 特徴 |
| -------------- | -------------------- | ---- | --- |
| Blue Lagoon    | ブルーラグーン       | 1    | チュートリアルでも使用されているリベラ地方のコースで目の前に海があり夏の雰囲気を醸し出す。最も簡単といわれるがグリーンの難易度は高い。 |
| West Wiz       | ウエストウイズ       | 1    | マガ谷にあるコース。ラフの外にある谷はOBとなってしまうが、コース形状やグリーンの難易度は低いためスコアは安定しやすい。 |
| Pink Wind      | ピンクウインド       | 1    | ベンテュース地方の桜の木が春の雰囲気を醸し出すコース。OBゾーンが少なくグリーンも概ね平坦だが飛距離が必要なホールも存在する。 |
| Ice Spa        | アイススパ           | 1    | パンヤ島最北端、氷河地帯の温泉休養地にある。OBゾーン以外の温泉の中に落ちてもW.Hにはならない。イーグル以上を期待できるホールも多く高スコアを出しやすい。高PPコース四天王の一つ。 |
| Lost Seaway    | ロストシーウエイ     | 1    | オリエンス地方にあり、かつて勇者と大魔王が戦った場所をマシュナ族が環境整備してゴルフコースにした。Shining Sandと同様「ブースターゲート」が設置されており、それが連続的に設置されているホールもあるため高PPを出しやすい。このコースの規定打数は「73」となっている（Eastern Valleyを除き他は72）。高PPコース四天王の一つ。 |
| Shining Sand   | シャイニングサンド   | 2    | オリエンス地方にあり、砂漠のコースでピラミッドなどがある。「ブースターゲート」という特殊なギミックを初めて採用したコースでもある。ブースターゲートにボールを命中させると更に遠くまで飛ばすことが可能。 |
| Ice Cannon     | アイスキャノン       | 2    | マガ谷の西にある軍艦が留置されている氷のコース。ただし後述のSilvia Cannonのようなキャノン砲は発射されない。悪天候時には雪が降る。高PPコース四天王の一つ。 |
| Eastern Valley | イースタンバレー     | 2    | オリエンス地方のコース。コロスクロノス族がかけた魔法によって川や丘などの豊かな自然が広がっている。高低差があり、時には飛距離が必要になるホールがある。なお、このコースの規定打数は「71」となっている（Lost Seawayを除き他は72）。                                                                                        |
| Wiz City       | ウィズシティ         | 2    | マガ地方の街中にあるコース。ブースターゲートが設置されており、マジックカーペットはピンボールのように跳ねる。このコースは非常に特殊で、Over Driveが無い代わりにPPコインやスピンキューブが設置されており、これを集めることとなる。                                                                                         |
| Abbot Mine     | エボートマイン       | 2    | オリエンス地方とナラカス地方の境界にあり、Shining Sandのようなブースターゲート、Silvia Cannonの上昇気流、さらには初登場の滑り台をフル活用ことで、高PPを出しやすい。このため高PPコース四天王の一つとなっている。 |
| White Wiz      | ホワイトウイズ       | 3    | マガ森にある雪原コースで冬の雰囲気を醸し出す。Ice Cannon同様雪が降る。 |
| Sepia Wind     | セピアウインド       | 3    | ベンテュース地方にある起伏の大きい丘のコース。紅葉になった木によって秋の雰囲気を醸し出している。風車が障害物になることがあり、また風速によって羽根の回るスピードが変化する。 |
| Blue Water     | ブルーウォーター     | 3    | コースはBlue Lagoonと全く同じだが、障害物が増えていたりバックティーになっているホールが多く飛距離を必要とする。 |
| Blue Moon      | ブルームーン         | 3    | 月と灯台の明かりが映える夜のコース。Blue Lagoonのティーグラウンドとグリーンの位置を逆にしたレイアウトのため、打ち上げになるホールが多い。 |
| Wiz Wiz        | ウイズウイズ         | 4    | マガ谷にあるコース。強く曲がったコース構成が多数を占め、ミスショットがOBになりやすく難易度が高い。 |
| Silvia Cannon  | シルビアキャノン     | 4    | マシュナ族の戦艦「シルビア号」のあるコース。戦艦のキャノン砲による風向と風速の変化や、送風機による上昇気流および戦闘機・ヘリコプターによる下降気流がある。海越えのショットはミスするとOBになりやすい。 |
| Ice Inferno    | アイスインフェルノ   | 4    | 魔界（地底）のコースでありナラカスに在るとされる。Deep Infernoの冬バージョンで、DIだと深いラフであるところが浅いラフ、浅いラフがIce、円形マグマがOBとなっている。 |
| Wind Hill      | ウインドヒル         | 5    | コースはSepia Windと全く同じだが、上空の乱気流により風向・風速が正しく表示されないため狙った位置に止めるのは困難である。またグリーンが硬い・ラフが深い・バックティーになっている・木などの障害物が追加されている。 |
| Deep Inferno   | ディープインフェルノ | 5    | 魔界（地底）のコースでありナラカスに在るとされる。飛距離を求められるホールが多くグリーンの難易度は極めて高い。コース内のマグマにアズテックを落とすとW.H扱いになる。 |

| 名称           | 規定打数 | PC | Wii | Wii2nd | PSP | パンヤMobile | Mobileゴルフ |
| -------------- | -------- | -- | --- | ------ | --- | ------------ | ------------ |
| Blue Lagoon    | 72       | ○  | ○   | ○      | ○   | ○            | ○            |
| West Wiz       | 72       | ○  | ○   | ○      | ○   | ×            | ×            |
| Pink Wind      | 72       | ○  | ×   | ○      | ○   | ×            | ○            |
| Ice Spa        | 72       | ○  | ×   | ○      | ×   | ×            | ×            |
| Lost Seaway    | 73       | ○  | ×   | ×      | ×   | ×            | ×            |
| Shining Sand   | 72       | ○  | ○   | ○      | ×   | ×            | ×            |
| Ice Cannon     | 72       | ○  | ○   | ○      | ×   | ×            | ×            |
| Eastern Valley | 71       | ○  | ×   | ×      | ×   | ×            | ×            |
| White Wiz      | 72       | ○  | ○   | ○      | ○   | ×            | ×            |
| Sepia Wind     | 72       | ○  | ○   | ○      | ○   | ○            | ×            |
| Blue Water     | 72       | ○  | ○   | ○      | ×   | ×            | ×            |
| Blue Moon      | 72       | ○  | ○   | ○      | ○   | ×            | ○            |
| Wiz Wiz        | 72       | ○  | ○   | ○      | ○   | ○            | ×            |
| Silvia Cannon  | 72       | ○  | ○   | ○      | ×   | ×            | ×            |
| Wind Hill      | 72       | ○  | ○   | ○      | ○   | ×            | ×            |
| Deep Inferno   | 72       | ○  | ×   | ○      | ○   | ×            | ×            |

## 共通アイテム
プレイヤーを助けてくれるアイテムが多数登場する。各ゲームにおいて共通で登場するアイテムは概ね以下の通りである。
その他のアイテム、アイテムの成功確率、クラブセット、アズテックなどについては各ゲームの項目を参照。
| 名称                 | 特徴                                                                               |
| -------------------- | ---------------------------------------------------------------------------------- |
| ミラクルサイン       | パットの際、ボールの軌道を光で示してくれる。                                       |
| 体力補助剤           | パワーゲージ1つ分と同じ効果。飛距離が10y伸びる他、特殊ショットが打てるようになる。 |
| 神経安定補助剤       | ショットの際にバーの動きを遅くしパンヤを出しやすくする。                           |
| ラッキーパンヤ補助剤 | ショットの際にパンヤゾーンを広くしパンヤを出しやすくする。                         |
| カーブマスタリー     | カーブ能力を全開にしてくれるもの。                                                 |
| スピンマスタリー     | スピン能力を全開にしてくれるもの。                                                 |